# Mrčić
Mrčić (cyr. Мрчић) – wieś w Serbii, w okręgu kolubarskim, w mieście Valjevo. W 2011 roku liczyła 175 mieszkańców.